# Diamonds (Herb-Alpert-Lied)
Diamonds ist ein Lied von Herb Alpert mit Janet Jackson und Lisa Keith aus dem Jahr 1987, das von Jimmy Jam und Terry Lewis geschrieben wurde. Es erschien auf dem Album Keep Your Eye on Me.

## Geschichte
Diamonds wurde von Jimmy Jam und Terry Lewis geschrieben und von ihnen produziert. 
Auf der B-Seite der Single erschien das Lied African Flame.

## Musikvideo
Im Musikvideo besucht Herb Alpert den Nachtclub „Bucky’s“, wo ein DJ gerade Alperts neue Single spielt. Die Gäste im Nachtclub bejubeln das Lied. Anschließend singt Alpert das Lied mit seiner Band auf einer kleinen Bühne im Nachtclub. Währenddessen steigt vor dem Nachtclub Janet Jackson aus einer Limousine aus. Janet Jackson selbst spielt jedoch nicht im Musikvideo mit – ein Double hat diese Szenen gespielt sowie den Schatten von Janet im Nachtclub. Im weiteren Verlauf des Musikvideos stellt ein kleines Kind Jackson dar.

## Chartplatzierungen
Nach seiner Veröffentlichung am 14. März 1987 erreichte der Pop-R&B-Titel in den Vereinigten Staaten Platz fünf und wurde Jacksons sechster Top-5-Hit nacheinander. In den US-amerikanischen Spartencharts Hot R&B/Hip-Hop Singles & Tracks, U.S. Hot Dance Music/Club Play und den U.S. Hot Dance Music/Maxi-Singles Sales erreichte das Lied sogar Platz eins. In den Jahrescharts 1987 platzierte sich das Lied in den Vereinigten Staaten auf Platz 79.
Im Vereinigten Königreich wurde das Lied am 14. April 1987 veröffentlicht und feierte nur mäßige Erfolge. Das Lied erreichte zwei Monate nach seiner Veröffentlichung in den britischen Charts nur Platz 27. Insgesamt blieb das Lied sieben Wochen in den britischen Charts.
| ChartsChartplatzierungen       | Höchstplatzierung | Wochen |
| ------------------------------ | ----------------- | ------ |
| Deutschland (GfK)              | 15 (12 Wo.)       | 12     |
| Schweiz (IFPI)                 | 23 (3 Wo.)        | 3      |
| Vereinigte Staaten (Billboard) | 5 (19 Wo.)        | 19     |
| Vereinigtes Königreich (OCC)   | 27 (7 Wo.)        | 7      |

| ChartsJahrescharts (1987)      | Platzierung |
| ------------------------------ | ----------- |
| Vereinigte Staaten (Billboard) | 79          |

## Coverversionen
Janet Jackson sang das Lied 2011 auf ihrer Number Ones: Up Close and Personal Tour.